# Lone Mathiesen
Lone Mathiesen (* 28. Januar 1972) ist eine ehemalige dänische Handballspielerin, die für die dänische Nationalmannschaft auflief.

## Karriere
Mathiesen spielte in ihrer Jugend Handball bei den dänischen Vereinen Knudso BK und Brabrand IF. Nachdem die Linksaußenspielerin in der Saison 1991/92 für die Damenmannschaft von Knudso BK aufgelaufen war, schloss sie sich IK Skovbakken an.
Mathiesen gehörte zwischen 1996 und 1999 dem Kader der dänischen Nationalmannschaft an. In diesem Zeitraum absolvierte sie 22 Länderspiele. Bei der Weltmeisterschaft 1997 gewann sie mit der dänischen Auswahl die Goldmedaille. Mathiesen wurde in sieben der insgesamt neun Spielen mit dänischen Beteiligung eingesetzt und warf zehn Treffer. Nach der Weltmeisterschaft musste sie aufgrund eines Kreuzbandrisses pausieren.
Mathiesen beendete im Jahr 2003 aus familiären Gründen ihre Karriere. Für Skovbakken bestritt sie etwa 260 Erstligaspiele, in denen sie ungefähr 1350 Treffer erzielte. Im selben Jahr übernahm sie das Traineramt des Drittligisten Silkeborg-Voel KFUM. In der Saison 2007/08 war sie als Spielertrainerin der 2. Mannschaft von SK Aarhus tätig, die in der dritten dänischen Spielklasse antrat. Ab Januar 2008 nahm Mathiesen am Training der Erstligamannschaft von SK Aarhus teil und stand ebenfalls dem Erstligakader zur Verfügung. Im März 2010 übernahm Mathiesen den abstiegsbedrohten Zweitligisten Viby IF, dessen Traineramt sie schon früher innehatte.

## Sonstiges
Ihre Tochter Julie Scaglione spielt ebenfalls Handball.